# 진로표시기
진로 표시기는 철도 신호기의 하나이다. 장내 신호기, 출발 신호기 등의 신호기가 둘 이상의 선로 사이에 있어서 이를 같이 사용할 경우 이들 신호기에 딸려 열차의 진로를 표시한다.

## 신호기의 모양
진로 표시기는 원형의 판에 5개의 전구가 십(+)자로 박혀 있는 모양을 하고 있다.

모두 소등된 상태의 진로 표시기 모형

## 같이 보기
- 철도 신호기
- 출발 신호기
- 장내 신호기
- 2현시 신호
- 3현시 신호
- 4현시 신호
- 5현시 신호
- 건널목 지장 경고등
- 중계 신호기